# Chinesische Stechpalme
Die Chinesische Stechpalme (Ilex cornuta) ist eine Pflanzenart aus der Gattung der Stechpalmen (Ilex) innerhalb Familie der Stechpalmengewächse (Aquifoliaceae). Das natürliche Verbreitungsgebiet liegt in China und Korea. Die Chinesische Stechpalme wird manchmal wegen der dekorativen Früchte als Zierstrauch verwendet. 

## Beschreibung

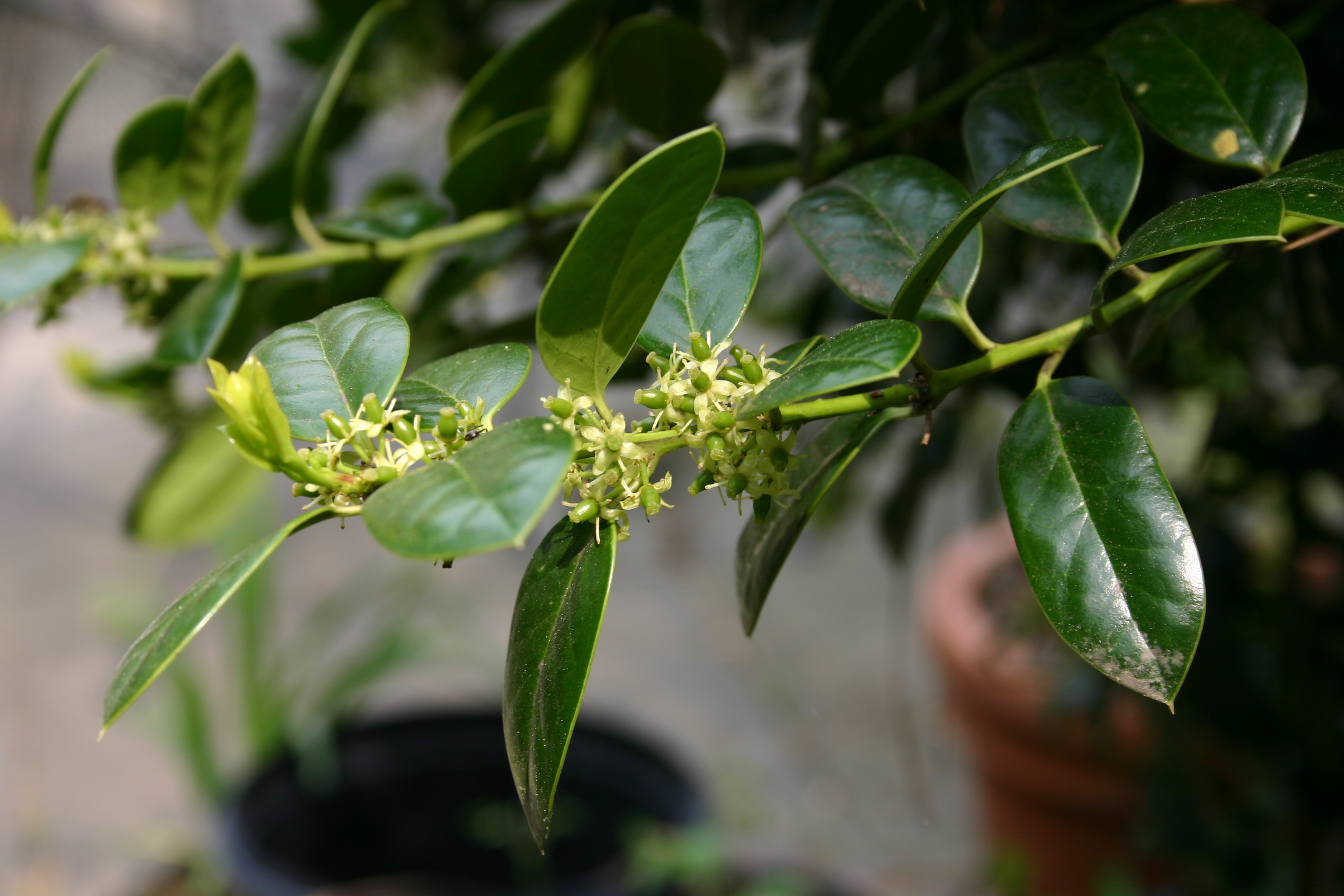
Blüten und Laubblätter

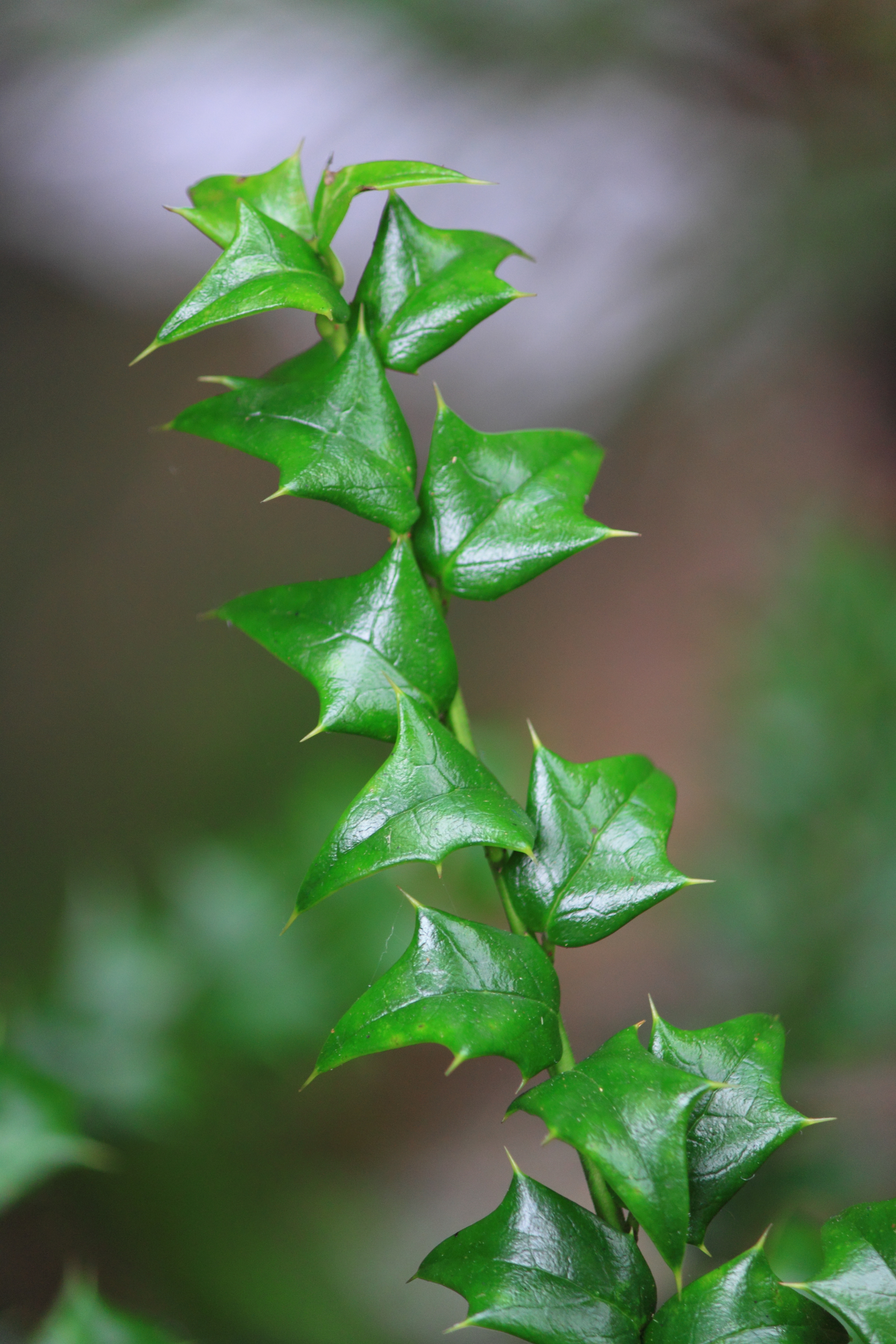
Anderer Blattform

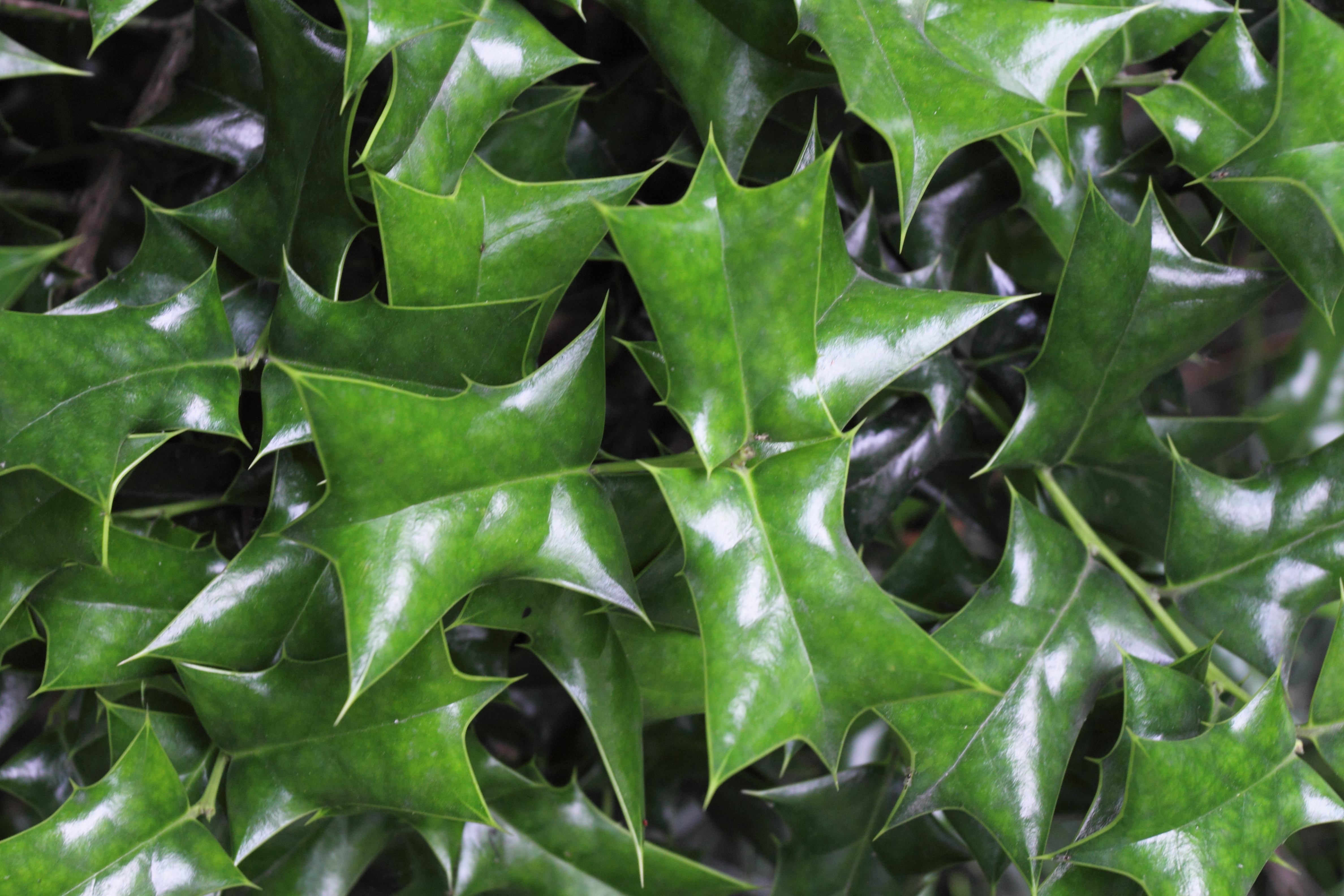
Weitere Blattform

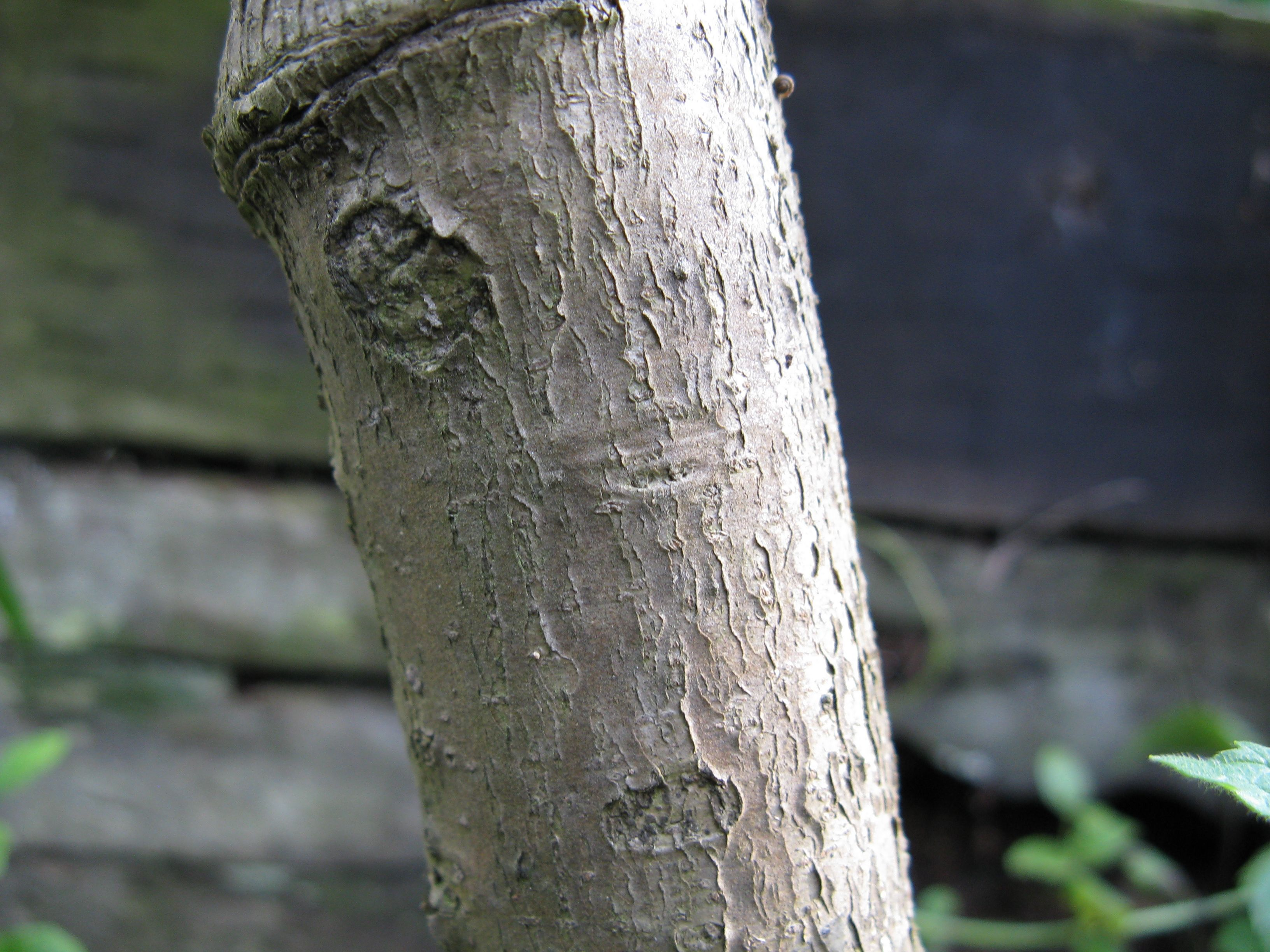
Stamm

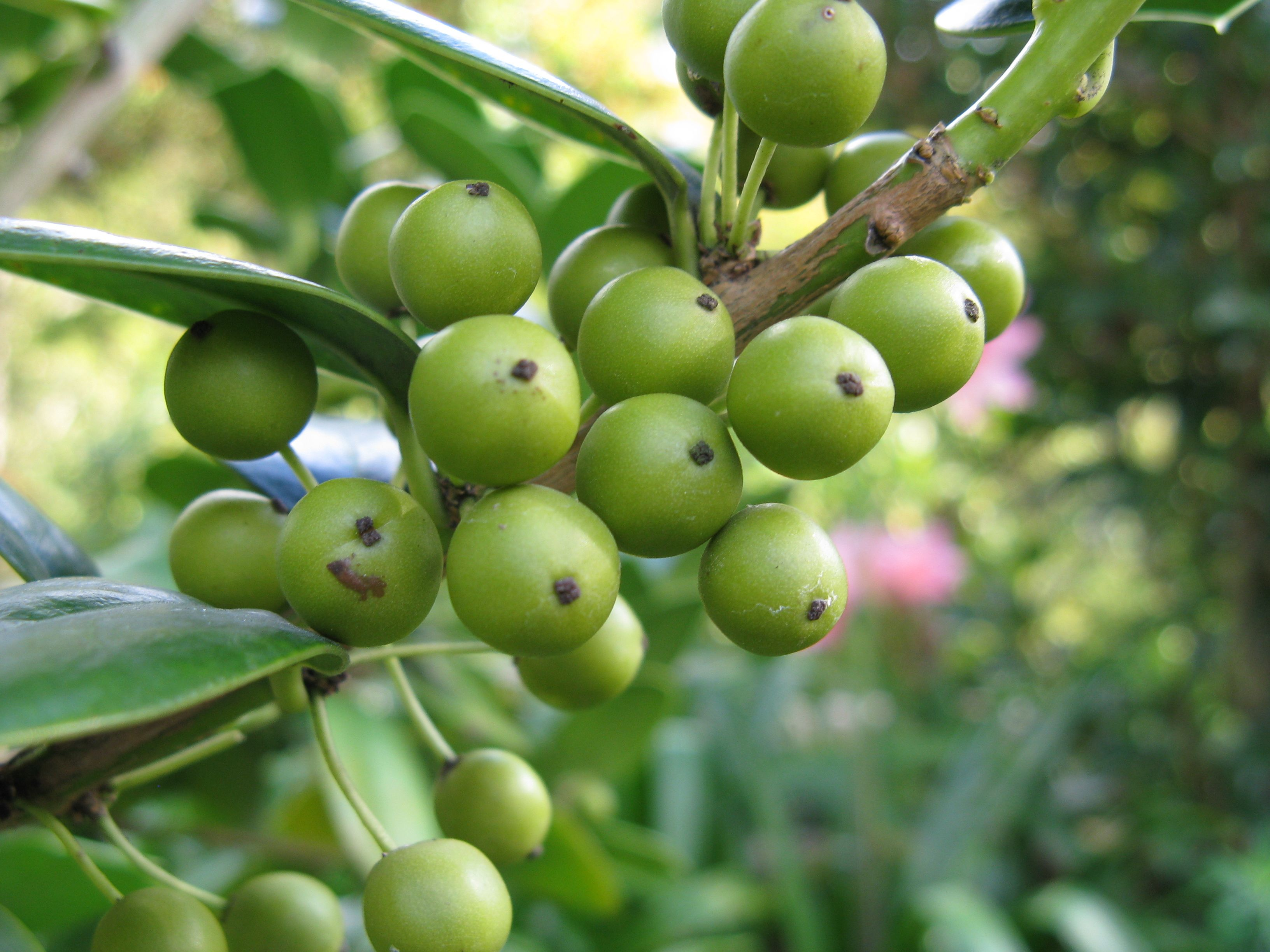
Noch unreife Früchte

### Vegetative Merkmale
Die Chinesische Stechpalme ist ein immergrüner, dicht verzweigter, rundlicher Strauch oder kleiner Baum mit Wuchshöhen von 0,6, meist 1 bis 4 Meter. Junge Zweige sind longitudinal gefurcht, kahl oder entlang der Furche schwach flaumhaarig. Ältere Zweige sind grauweiß, beinahe stielrund, fein längsrissig, mit vorstehenden Blattnarben, ohne Korkporen.
Die Laubblätter sind in Blattstiel und -spreite gegliedert. Der Blattstiel ist 4 bis 8 Millimeter lang, oberseits schmal gefurcht und leicht flaumig behaart. Die einfache, dickledrige Blattspreite ist bei einer Länge von 4 bis 9 Zentimetern sowie einer Breite von 2 bis 4 Zentimetern länglich-rechteckig oder selten eiförmig, mit einer mit einem Stachel auslaufenden oft zurück gebogenen Blattspitze, einer abgerundeten oder beinahe keilförmigen Basis, ganzrandig oder mit ein bis zwei Stacheln an jeder Seite. Die Blattoberseite ist dunkelgrün und glänzend und die Blattunterseite grünlich und heller. Es sind fünf bis sechs Nervenpaare vorhanden, die Mittelrippe der Blattoberseite ist eingesenkt.

### Generative Merkmale
An zweijährigen Zweigen wachsen seitenständig die gebündelte zymösen Blütenstände. Die Tragblätter sind eiförmig, behaart, bewimpert und haben ein stumpfes oder stachelspitziges oberes Ende.
Die Chinesische Stechpalme ist zweihäusig diözisch. Die duftenden, funktionell eingeschlechtigen Blüten sind gelblich und vierzählig. Die männlichen Blütenstände sind Zymen oder Büschel. Ihr kahler Blütenstiel ist 5 bis 6 Millimeter lang. Die Vorblätter sind breit dreieckig. Der Blütenkelch ist scheibenförmig bei einem Durchmesser von etwa 2,5 Millimetern. Die häutigen, spärlich behaarten und bewimperten Kelchlappen sind bei einer Länge von etwa 0,7 Millimetern sowie einer Breite von etwa 1,5 Millimetern breit-dreieckig. Die Blütenkrone hat einen Durchmesser von etwa 7 Millimeter. Die Kronblätter sind, 3 bis 4 Millimeter lang, zurückgebogen, länglich-eiförmig und an der Basis verwachsen. Die Staubblätter sind so lang wie die Kronblätter oder etwas länger. Die Staubbeutel sind etwa 1 Millimeter lang und länglich-eiförmig. Der rudimentär ausgebildete Fruchtknoten ist beinahe rund, mit stumpfer oder abgerundeter Spitze und undeutlich vierfach gelappt. Die weiblichen Blütenstände sind Zymen oder Büschel. Die kahlen Blütenstiele sind 7 bis 9 Millimetern lang. Die zwei Vorblätter sind breit dreieckig. Blütenkelch und Blütenkrone gleichen denen der männlichen Blüten. Die Staminodien sind etwas kürzer als die Kronblätter, die sterilen Staubbeutel sind eiförmig-pfeilförmig. Der Fruchtknoten ist bei einer Länge 3 bis 4 Millimetern sowie einem Durchmesser von 2 Millimetern länglich-eiförmig. Die sitzende Narbe ist scheibenförmig und vierlappig. Es sind Nektarien vorhanden.
Der Fruchtstiel ist 1,3 bis 1,4 Zentimeter lang. Die mehrsamigen Steinfrüchte sind rundlich, 8 bis 10 Millimeter groß und rot mit Narben- und Kelchresten. Die vier Steinkerne sind bei einer Länge von 7 bis 8 Millimetern sowie einem Durchmesser von etwa 5 Millimetern verkehrt-eiförmig oder elliptisch und runzelig. Die Chinesische Stechpalme blüht von April bis Mai, die Früchte reifen von August bis Dezember.
Die Chromosomenzahl beträgt 2n = 38.

## Vorkommen
Das natürliche Verbreitungsgebiet von Ilex cornuta liegt auf der Koreanischen Halbinsel und in den chinesischen Provinzen Anhui, Beijing, Fujian, Guangdong, Hainan, Henan, Hubei, Hunan, Jiangsu, Jiangxi, Shandong, Tianjin sowie Zhejiang.
Die Chinesische Stechpalme wächst in China auf Buschflächen, in lichten Wäldern, auf Hügeln und entlang von Flüssen und Straßen in Höhenlagen von 100 bis 1900 Metern. Sie gedeiht am besten auf mäßig trockenen bis frischen, schwach sauren bis schwach alkalischen, sandig-lehmigen, lehmigen oder sandig-humosen, mäßig nährstoffreichen Böden an licht- bis halbschattigen Standorten. Ilex cornuta ist wärmeliebend und nur mäßig frosthart. Das Verbreitungsgebiet wird der Winterhärtezone 7b zugeordnet mit mittleren jährlichen Minimaltemperaturen von −14,9 bis −12,3 °C (+5 bis +10 °F).

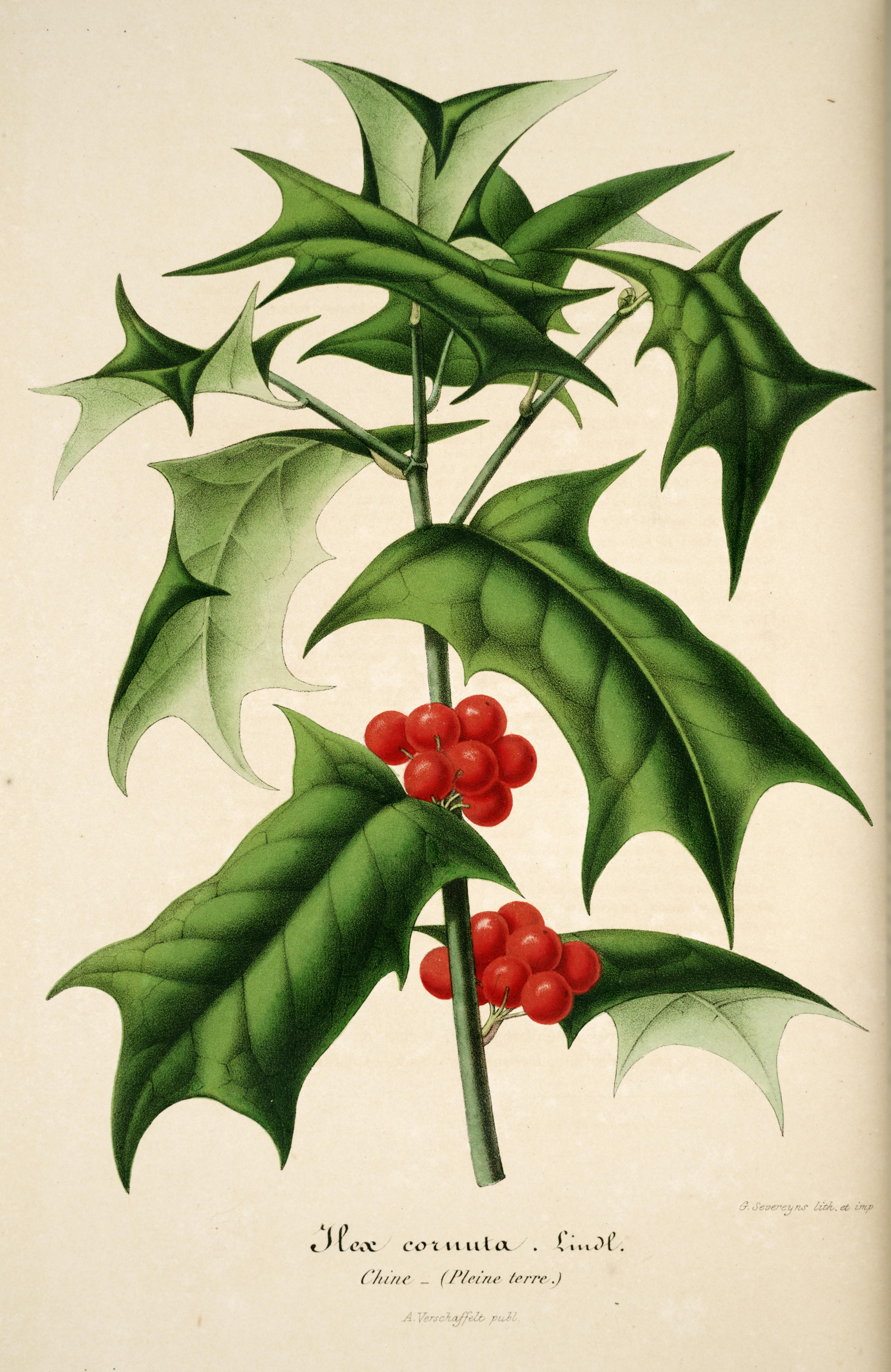
Illustration aus L'Illustration horticole, Tafel 010

## Systematik
Die Erstveröffentlichung von Ilex cornuta erfolgte 1850 durch John Lindley und Joseph Paxton in Paxton's Flower Garden, Volume 1, 3, Seite 43, Figur 27. Das Artepitheton cornuta stammt aus dem Lateinischen und bedeutet „gehörnt“. Synonyme sind Ilex burfordii S.R.Howell, Ilex fortunei Lindl., Ilex furcata Lindl., Ilex cornuta var. burfordii De France, Ilex cornuta var. fortunei (Lindl.) S.Y.Hu.
Die Art Ilex cornuta gehört zur Gattung Ilex.

## Verwendung
Die Chinesische Stechpalme wird selten wegen der bemerkenswerten Früchte als Zierstrauch verwendet.

## Nachweise